# 彩の国シェイクスピア・シリーズ
彩の国シェイクスピア・シリーズ（さいのくにシェイクスピアシリーズ）は、埼玉県さいたま市にある彩の国さいたま芸術劇場で、シェイクスピア全37作を上演する企画。演出家の蜷川幸雄を初代芸術監督に迎え、1998年（平成10年）よりスタート。主催は財団法人埼玉県芸術文化振興財団。
作品の多くはさいたまで上演後、地方公演を行う。また、海外の演劇祭などに招聘される機会も少なくない。シリーズ開始当初は「13年間で全作品上演」を謳っていたが、近年は期限についての明記はされていない。
初代芸術監督の蜷川が2016年（平成28年）5月12日に他界した為、2代目芸術監督として俳優・演出家の吉田鋼太郎を招聘し、第33弾以降よりシリーズ完結まで務めることが決定した。

## 上演作品
- 第1弾『ロミオとジュリエット』　1998年1月21日 - 2月1日 大ホール
演出：蜷川幸雄　翻訳：松岡和子　出演：大沢たかお、佐藤藍子 ほか
- 第2弾『十二夜』　1998年10月9日 - 31日 小ホール
演出：蜷川幸雄　翻訳：松岡和子　出演：冨樫真、鶴見辰吾、宮本裕子 ほか
- 第3弾『リチャード三世』　1999年2月13日 - 28日 大ホール
演出：蜷川幸雄　翻訳：松岡和子　出演：市村正親、久世星佳、有馬稲子 ほか
- 第4弾『リア王』　1999年9月23日 - 10月11日 大ホール
演出：蜷川幸雄　出演：ナイジェル・ホーソン、真田広之 ほか
- 第5弾『夏の夜の夢』　2000年4月28日 - 5月3日 大ホール
演出：蜷川幸雄　翻訳：小田島雄志　出演：白石加代子、瑳川哲朗 ほか
- 第6弾『テンペスト』　2000年5月27日 - 6月4日 大ホール
演出：蜷川幸雄　翻訳：松岡和子　出演：平幹二朗、寺島しのぶ、鈴木一真 ほか
- 第7弾『冬物語』　2000年7月20日 - 26日 小ホール
演出：ピーター・ハネス　出演：OUDS（オックスフォード大学演劇協会）
- 第8弾『マクベス』　2001年3月16日 - 25日 大ホール
演出：蜷川幸雄　翻訳：松岡和子　出演：唐沢寿明、大竹しのぶ、勝村政信 ほか
- 第9弾『ウィンザーの陽気な女房たち』　2001年5月11日 - 27日 小ホール
演出：鴻上尚史　翻訳：松岡和子　出演：江守徹、江波杏子、宮崎美子 ほか
- 第10弾『恋の骨折り損』　2001年7月20日 - 25日 小ホール
演出：サム・ワス　出演：OUDS（オックスフォード大学演劇協会）
- 第11弾『ハムレット』　2001年9月14日 - 28日 小ホール
演出：蜷川幸雄　翻訳：松岡和子　出演：市村正親、篠原涼子、夏木マリ ほか
- 第12弾『ペリクリーズ』　2003年2月19日 - 3月16日 大ホール
演出：蜷川幸雄　翻訳：松岡和子　出演：内野聖陽、田中裕子、市村正親、白石加代子 ほか
- 第13弾『タイタス・アンドロニカス』　2004年1月16日 - 2月1日 大ホール
演出：蜷川幸雄　翻訳：松岡和子　出演：吉田鋼太郎、麻実れい、岡本健一 ほか
- 第14弾『お気に召すまま』　2004年8月6日 - 21日 大ホール
演出：蜷川幸雄　翻訳：松岡和子　出演：成宮寛貴、小栗旬 ほか
- 第15弾『間違いの喜劇』　2006年2月3日 - 19日 大ホール
演出：蜷川幸雄　翻訳：松岡和子　出演：小栗旬、髙橋洋 ほか
- 第16弾『コリオレイナス』　2007年1月23日 - 2月8日　大ホール
演出：蜷川幸雄　翻訳：松岡和子　出演：唐沢寿明、白石加代子、勝村政信 ほか
- 第17弾『恋の骨折り損』　2007年3月16日 - 31日　大ホール
演出：蜷川幸雄　翻訳：松岡和子　出演：北村一輝、姜暢雄、窪塚俊介 ほか
- 第18弾『オセロー』　2007年10月4日 - 21日　大ホール
演出：蜷川幸雄　翻訳：松岡和子　出演：吉田鋼太郎、蒼井優、髙橋洋　ほか
- 第19弾『リア王』　2008年1月19日 - 2月5日　大ホール
演出：蜷川幸雄　翻訳：松岡和子　出演：平幹二朗、内山理名、とよた真帆、池内博之　ほか
- 第20弾『から騒ぎ』　2008年10月7日 - 23日　大ホール
演出：蜷川幸雄　翻訳：松岡和子　出演：小出恵介、高橋一生、長谷川博己　ほか
- 第21弾『冬物語』　2009年1月15日 - 2月1日　大ホール
演出：蜷川幸雄　翻訳：松岡和子　出演：唐沢寿明、田中裕子　ほか
- 第22弾『ヘンリー六世』　2010年3月11日 - 4月3日　大ホール
演出：蜷川幸雄　翻訳：松岡和子　構成：河合祥一郎　出演：上川隆也、大竹しのぶ　ほか
- 第23弾『じゃじゃ馬馴らし』　2010年10月14日 - 30日　大ホール
演出：蜷川幸雄　翻訳：松岡和子　出演：市川亀治郎、筧利夫、山本裕典　ほか
- 第24弾『アントニーとクレオパトラ』　2011年10月1日 - 15日　大ホール
演出：蜷川幸雄　翻訳：松岡和子　出演：吉田鋼太郎、安蘭けい　ほか
- 第25弾『シンベリン』　2012年4月2日 - 21日　大ホール
演出：蜷川幸雄　翻訳：松岡和子　出演：阿部寛、大竹しのぶ、窪塚洋介　ほか
- 第26弾『トロイラスとクレシダ』　2012年8月17日 - 9月2日　大ホール
演出：蜷川幸雄　翻訳：松岡和子　出演：山本裕典、月川悠貴　ほか
- 第27弾『ヘンリー四世』　2013年4月13日‐5月2日　大ホール
演出：蜷川幸雄　翻訳：松岡和子　構成：河合祥一郎　出演：吉田鋼太郎、松坂桃李　ほか
- 第28弾『ヴェニスの商人』　2013年9月5日 - 22日　大ホール
演出：蜷川幸雄　翻訳：松岡和子　出演：市川猿之助、中村倫也、横田栄司、高橋克実　ほか
- 番外編『ロミオとジュリエット』　2014年8月7日 - 24日　小ホール
演出：蜷川幸雄　翻訳：松岡和子　出演：菅田将暉、月川悠貴　ほか
- 第29弾『ジュリアス・シーザー』　2014年10月7日 - 25日　大ホール
演出：蜷川幸雄　翻訳：松岡和子　出演：阿部寛、藤原竜也、横田栄司、吉田鋼太郎　ほか
- 番外編『ハムレット』　2015年1月22日 - 2月15日　大ホール
演出：蜷川幸雄　翻訳：河合祥一郎　出演：藤原竜也、満島ひかり、鳳蘭、平幹二朗　ほか
- 第30弾『リチャード二世』　2015年4月5日 - 19日　インサイド・シアター（大ホール内）
演出：蜷川幸雄　翻訳：松岡和子　出演：さいたまネクスト・シアター、さいたまゴールド・シアター
- 第31弾『ヴェローナの二紳士』　2015年10月12日 - 31日　大ホール
演出：蜷川幸雄　翻訳：松岡和子　出演：溝端淳平、三浦涼介、高橋光臣　ほか
- 第32弾『尺には尺を』　2016年5月25日 - 6月11日　大ホール
演出：蜷川幸雄　翻訳：松岡和子　出演：藤木直人、多部未華子　ほか

- 第33弾『アテネのタイモン』　2017年12月15日 - 29日　大ホール
演出：吉田鋼太郎　翻訳：松岡和子　出演：吉田鋼太郎、藤原竜也、柿澤勇人、横田栄司　ほか

- 第34弾『ヘンリー五世』　2019年2月8日 - 24日　大ホール
演出：吉田鋼太郎　翻訳：松岡和子　出演：松坂桃李、吉田鋼太郎、溝端淳平、横田栄司、中河内雅貴、河内大和　ほか

- 第35弾『ヘンリー八世』　2020年2月14日 - 3月1日　大ホール（新型コロナウイルスの感染症の拡大防止に係る国及び埼玉県からの要請を受け2月28日以降の公演を中止[3]）
演出：吉田鋼太郎　翻訳：松岡和子　出演：阿部寛、吉田鋼太郎、金子大地、宮本裕子、山谷花純、谷田歩、河内大和ほか[4]

- 第36弾『ジョン王』　2020年6月8日 - 6月28日　大ホール（新型コロナウイルス感染症の感染拡大の影響により全公演中止[5]）
演出：吉田鋼太郎　翻訳：松岡和子　出演：小栗旬、横田栄司、中村京蔵、玉置玲央、白石隼也、植本純米、吉田鋼太郎 ほか[6]
- 第37弾『終わりよければすべてよし』　2021年5月12日 - 5月29日　大ホール
演出：吉田鋼太郎　翻訳：松岡和子　出演：藤原竜也、石原さとみ、溝端淳平、正名僕蔵、山谷花純、河内大和、宮本裕子、横田栄司、吉田鋼太郎 ほか[7]

- 番外編『ジョン王』　2022年12月26日 - 2023年1月22日　Bunkamuraシアターコクーン（東京公演）他
  - 新型コロナウイルス感染症の感染拡大の影響により第36弾は全公演中止となったが、吉田鋼太郎の想いにより、改めて上演が決定し、東京・埼玉・愛知・大阪で上演された。
  - 東京公演は他都市の公演と出演者・配役が一部異なる。
  - 2022年10月、ジョン王役で出演を予定していた横田栄司が体調不良のため降板することが決定。そのため、東京公演はジョン王役を吉原光夫、埼玉・愛知・大阪公演はジョン王役を吉田鋼太郎が演じた。 [8][9]
演出：吉田鋼太郎　翻訳：松岡和子　出演（東京公演）：小栗旬、吉原光夫、中村京蔵、玉置玲央、白石隼也、植本純米、吉田鋼太郎 ほか[10]

## 企画委員会
- 委員長：河合祥一郎
- 委員：蜷川幸雄、松岡和子、高橋宣也、セルマ・ホルト、高萩宏、金森美彌子